# Jahnula aquatica
Jahnula aquatica är en svampart som först beskrevs av Wilhelm Kirschstein, och fick sitt nu gällande namn av Wilhelm Kirschstein 1936. Jahnula aquatica ingår i släktet Jahnula och familjen Aliquandostipitaceae.  Arten är reproducerande i Sverige. Inga underarter finns listade i Catalogue of Life.